# Сказання про любов (фільм, 1961)
«Сказання про любов» (азерб. «Leyli və Məcnun») — радянська драма 1961 року виробництва кіностудії «Азербайджанфільм», екранізація твору Фізулі «Лейлі і Меджнун».

## Сюжет
Фільм присвячений життю двох люблячих людей — Лейлі і Меджнуну і їх трагічній долі.

## У ролях
- Нодар Шашикоглу — Гейс (Меджнун)
- Кіма Мамедова — Лейлі
- Гюндуз Аббасов — Сеїд
- Рафік Тагієв — Новал
- Григорій Тонунц — Ібн Салам
- Алі Зейналов — Шейх Гашимі
- Алескер Алекперов — Шейх Амірі
- Фірангіз Гурбанова — Зейнаб
- Наджиба Мелікова — Саліма
- Агасадик Герабейлі — Ібн Халід
- Аділь Іскандеров — Таджир
- Мамедрза Шейхзаманов — Дарвіш
- Лютфі Мамедбейлі — квітка
- Мухліс Джанізаде — квітка
- Джаббар Алієв — борець
- Мелік Дадашев — борець
- Алекпер Гусейнзаде — епізод
- Аріф Мадатов — продавець
- Алі Халілов — епізод
- Абдул Махмудов — епізод

## Знімальна група
- Автор сценарію: Анвар Мамедханли
- Режисер-постановник: Латіф Сафаров
- Оператор-постановник: Аріф Наріманбеков
- Художник-постановник: Джабраїль Азімов
- Композитор: Кара Караєв